# Alberto López Gómez
Alberto López Gómez (Magdalena Aldama, Chiapas, 2 de septiembre de 1988) es un diseñador de moda de la cultura tzotzil en Aldama, Chiapas, México. López Gómez se sintió atraído por el telar de cintura desde su juventud, una práctica que tradicionalmente realizaban las mujeres en su comunidad.
Se dedica a diseñar y confeccionar ropa tradicional y ha expuesto su trabajo en la Semana de la Moda de Nueva York. Además, fundó la organización Prenda Viva (Kuxul Pok') con el objetivo de preservar la historia y la herencia de los tejidos de su región. Su objetivo futuro es expandir el alcance del arte textil de su región y escribir un libro sobre su experiencia.

## Carrera
López Gómez, nació en Magdalena Aldama, Chiapas, se interesó por el telar de cintura que practicaban las mujeres de su comunidad. A pesar de la resistencia cultural, decidió perseguir esta práctica a la edad de 25 años. Enfrentó críticas y fue excluido por su comunidad, lo que lo llevó a trabajar en secreto durante un período. En la actualidad, colabora con más de 150 artesanas y es propietario de la tienda/taller "Aula P'ejel" en San Cristóbal de las Casas.
Los tzotziles y tzeltales, dos grupos étnicos mayas, residen en la región de Los Altos de Chiapas y en los pueblos cercanos. Cada comunidad produce y vende artesanías únicas en el mercado local. La comparación de su acceso a empleo, asistencia gubernamental, servicios de salud y educación con la población mestiza en 2012 mostró una clara desventaja.

## Contribuciones
En 2017, López Gómez es el fundador de Prenda Viva (Kuxul Pok') en San Cristóbal de Las Casas, Chiapas, con el objetivo es preservar la tradición y la historia de los textiles locales, trabajando junto con más de 150 artesanas. Su trabajo consiste en la promoción y preservación de los textiles tradicionales de su comunidad.